# فيروز أباد (فارس)
فيروز آباد أو جور هي مدينة إيرانية تقع في مقاطعة فيروز آباد ، محافظة فارس.
يبلغ عدد سكانها 58,210 حسب احصاء عام 2006 م.
من آثار البلدة بقايا قصر شيده الملك الفارسي أردشير الأول.

## المناخ
يظهر الجدول التالي التغييرات المناخية على مدار السنة لفيروز أباد:
| البيانات المناخية لـفيروز أباد    | البيانات المناخية لـفيروز أباد | البيانات المناخية لـفيروز أباد | البيانات المناخية لـفيروز أباد | البيانات المناخية لـفيروز أباد | البيانات المناخية لـفيروز أباد | البيانات المناخية لـفيروز أباد | البيانات المناخية لـفيروز أباد | البيانات المناخية لـفيروز أباد | البيانات المناخية لـفيروز أباد | البيانات المناخية لـفيروز أباد | البيانات المناخية لـفيروز أباد | البيانات المناخية لـفيروز أباد | البيانات المناخية لـفيروز أباد |
| الشهر                             | يناير                          | فبراير                         | مارس                           | أبريل                          | مايو                           | يونيو                          | يوليو                          | أغسطس                          | سبتمبر                         | أكتوبر                         | نوفمبر                         | ديسمبر                         | المعدل السنوي                  |
| --------------------------------- | ------------------------------ | ------------------------------ | ------------------------------ | ------------------------------ | ------------------------------ | ------------------------------ | ------------------------------ | ------------------------------ | ------------------------------ | ------------------------------ | ------------------------------ | ------------------------------ | ------------------------------ |
| متوسط درجة الحرارة الكبرى °م (°ف) | 13.6 (56.5)                    | 15.0 (59.0)                    | 19.3 (66.7)                    | 22.5 (72.5)                    | 29.6 (85.3)                    | 34.2 (93.6)                    | 36.7 (98.1)                    | 36.6 (97.9)                    | 33.9 (93.0)                    | 29.0 (84.2)                    | 22.4 (72.3)                    | 16.9 (62.4)                    | 25.8 (78.5)                    |
| المتوسط اليومي °م (°ف)            | 7.8 (46.0)                     | 9.0 (48.2)                     | 12.4 (54.3)                    | 15.6 (60.1)                    | 21.8 (71.2)                    | 26.0 (78.8)                    | 29.0 (84.2)                    | 28.8 (83.8)                    | 25.7 (78.3)                    | 20.8 (69.4)                    | 15.0 (59.0)                    | 10.7 (51.3)                    | 18.6 (65.4)                    |
| متوسط درجة الحرارة الصغرى °م (°ف) | 2.0 (35.6)                     | 3.0 (37.4)                     | 5.6 (42.1)                     | 8.8 (47.8)                     | 14.1 (57.4)                    | 17.8 (64.0)                    | 21.4 (70.5)                    | 21.0 (69.8)                    | 17.5 (63.5)                    | 12.8 (55.0)                    | 7.7 (45.9)                     | 4.5 (40.1)                     | 11.4 (52.4)                    |
| الهطول مم (إنش)                   | 72 (2.8)                       | 55 (2.2)                       | 35 (1.4)                       | 25 (1.0)                       | 1 (0.0)                        | 0 (0)                          | 1 (0.0)                        | 0 (0)                          | 0 (0)                          | 7 (0.3)                        | 24 (0.9)                       | 48 (1.9)                       | 268 (10.5)                     |
| المصدر: Climate-data.org          |                                |                                |                                |                                |                                |                                |                                |                                |                                |                                |                                |                                |                                |

## أعلام
- سابور الثاني
- سابور الأول
- عبد الله بن المقفع
- أبو إسحاق الشيرازي
- لاله ولادن بيجاني